# Raoul Ier de Soissons
Pour les articles homonymes, voir Raoul et Nesle (homonymie).
Raoul Ier de Soissons ou Raoul III de Nesle est comte de Soissons de 1180 à sa mort le 4 janvier 1235.

## Biographie

### Membre de la famille de Nesle
Raoul de Nesle est le fils de Raoul de Nesle, châtelain de Bruges (frère de Yves de Nesle) et de sa femme Gertrude, parente du comte de Flandre Thierry. Il a deux frères, Conon de Nesle, comte de Soissons avant lui et Jean de Nesle,.
À la mort sans enfant de Conon de Nesle, en 1180 avant le 20 avril, ses possessions personnelles sont partagées entre ses frères : Raoul devient comte de Soissons,, tandis que Jean Ier reçoit la seigneurie de Nesle et la châtellenie de Bruges.

### Comte de Soissons
Raoul Ier est cité comme comte de Soissons à partir de 1182. Il part à la troisième croisade avec le roi de France Philippe II Auguste en 1189.
En mai 1213, le roi lui confie la sécurité de la flotte rassemblée à Damme pour envahir l'Angleterre, mais cette flotte est détruite à la suite d'une attaque anglaise, lors de la bataille de Damme.
Raoul prend part à la bataille de Bouvines du 27 juillet 1214, parmi les autres comtes venus composer l'ost royal,,. Il commande une trentaine de chevaliers,. Il participe encore à la croisade des albigeois à la tête d'un contingent dans l'armée de Louis VIII le Lion.
Raoul est présent lors des cérémonies et assemblées royales importantes comme le second mariage de Philippe Auguste en 1180, la réunion convoquée pour le divorce du roi en 1199, l'hommage de Blanche de Navarre en 1200 ou l'organisation du mariage de la fille du roi en 1213.
Raoul fait frapper des deniers d'abord imités de ceux de son frère Conon, puis au décor plus simple.

### Mariages et succession
Raoul se marie trois fois. Sa première femme est Adèle ou Alix de Dreux, cousine du roi Philippe Auguste. Elle est veuve en 1176 ou 1177 de Jean Ier de Thourotte, châtelain de Noyon et de Thourotte. Alix apparaît comme épouse de Raoul pour la première fois en 1183. Après la mort de son mari Jean, elle continue de tenir la châtellenie de Noyon, qui fait partie de son douaire. Ainsi, Raoul, du chef de sa femme, s'intitule châtelain de Noyon en 1184 et en 1193.
La seconde femme de Raoul, Yolande, est citée comme telle en mars 1210 et en avril 1212. On ne sait pas à quelle famille elle appartient et c'est par erreur qu'André Du Chesne en fait une sœur de Simon de Joinville.
Raoul se marie une troisième fois avec Ade, fille de Jacques Ier d'Avesnes et d'Adeline de Guise. Elle est veuve de Henri III, comte de Grandpré, mort en 1211. Ade est citée pour la première fois comme épouse de Raoul en février 1223. Elle vit encore en 1249. Ils n'ont pas d'enfant.
La dernière charte de Raoul Ier de Soissons date de juin 1234. Il meurt le 4 janvier 1235, et son fils Jean II lui succède comme comte de Soissons,,,.

### Descendance
Raoul Ier de Soissons et sa première femme Alix de Dreux ont deux filles :
- Gertrude de Nesle-Soissons, morte entre le 26 septembre 1220 et septembre 1222, épouse de Jean comte de Beaumont puis en 1193 de Mathieu II de Montmorency[12] ;
- Aliénor, morte entre mai 1229 et 1234, épouse avant 1199 de Mathieu III de Beaumont, comte de Beaumont-sur-Oise, demi-frère du premier mari de Gertrude et mort en 1208, ensuite remariée avec Étienne II de Sancerre[13].

Raoul Ier de Soissons et sa seconde femme Yolande ont deux fils :
- Jean II de Soissons, né après 1204 et mort entre avril 1270 et février 1272 comte de Soissons après son père[18] ;
- Raoul de Soissons, chevalier. William Mendel Newman indique qu'il ne connaît pas de texte qui donne à Raoul le titre de seigneur de Cœuvres, ni aucune autre seigneurie. Sa femme, citée en octobre 1266 et en avril 1270, s'appelle Comtesse. Leur fille Yolande, femme de Bernard de Moreuil, est citée en 1276[19].